# Tallud-Sainte-Gemme
Tallud-Sainte-Gemme – miejscowość i gmina we Francji, w regionie Kraj Loary, w departamencie Wandea. Nazwa miejscowości pochodzi od imienia św. Gemmy.
Według danych na rok 1990 gminę zamieszkiwało 351 osób, a gęstość zaludnienia wynosiła 19 osób/km² (wśród 1504 gmin Kraju Loary Tallud-Sainte-Gemme plasuje się na 949. miejscu pod względem liczby ludności, natomiast pod względem powierzchni na miejscu 618.).